# تاريخ الساحل الغربي لأمريكا الشمالية

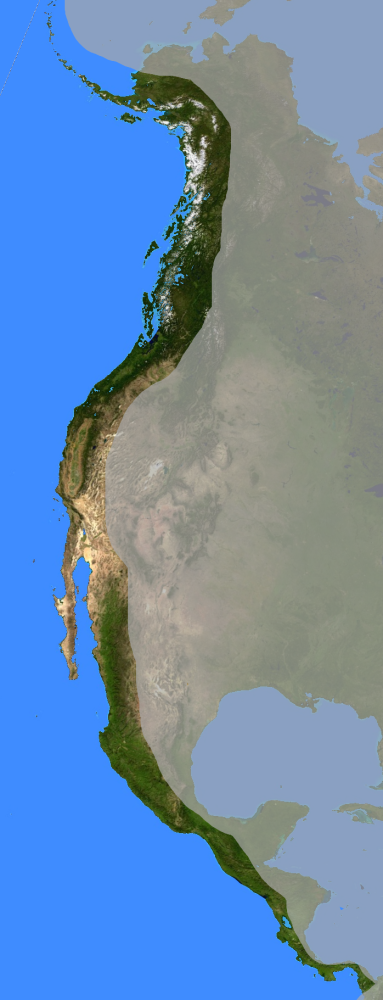
الساحل الغربي لأمريكا الشمالية

يُعتقد أن التاريخ البشري للساحل الغربي لأمريكا الشمالية يعود إلى وصول السكان الأوائل عبر مضيق بيرينغ، أو على طول السهل الساحلي المغمور الآن. تطور تاريخ المنطقة من خلال تطوير ثقافات كبيرة ما قبل كولومبوس، وزيادة الكثافة السكانية، حتى وصول المستكشفين والمستعمرين الأوروبيين. يعد الساحل الغربي لأمريكا الشمالية اليوم موطنًا لأكبر وأهم الشركات في العالم، فضلاً عن كونه مركزًا للثقافة العالمية.

## الجغرافيا
يشير مصطلح الساحل الغربي لأمريكا الشمالية المستخدم في المقال إلى المنطقة المجاورة للقارة على حدود المحيط الهادئ: كل أو أجزاء من ولايات ألاسكا، وواشنطن، وأوريكون، وكاليفورنيا في الولايات المتحدة، وكل أو أجزاء من كولومبيا البريطانية، ويوكون في كندا، وكل أو جزء من الولايات المكسيكية (ولاية باها كاليفورنيا، وباها كاليفورنيا سور، وسونورا، وسينالوا، ناياريت، وخاليسكو، وكوليما، وميتشواكان، وغيريرو، أواكساكا وتشياباس)، ودول أمريكا الوسطى (غواتيمالا والسلفادور، وهندوراس، ونيكاراغوا، وكوستاريكا، وبنما). تعتبر جزر للمحيط الهادئ الشرقية قبالة الساحل الغربي كالجزر الساحلية في كاليفورنيا مثلًا مهمة أيضًا.

## أول الوافدين
من المحتمل أن يكون الساحل الغربي لأمريكا الشمالية قد شهد أول وصول لوافدين مستقرين في القارة. على الرغم من وجود نظريات أخرى، يعتقد معظم العلماء أن المجموعات الهامة الأولى جاءت من آسيا، عبر منطقة مضيق بيرنغ، ثم عبر ألاسكا الحديثة، ومن هناك انتشرت في جميع أنحاء أمريكا الشمالية وأمريكا الجنوبية.
على الرغم من أنه من غير المعروف إن كانت الثقافات الموجودة على الساحل الغربي لكندا والولايات المتحدة قد طورت مراكز حضرية كبيرة، وأنظمة كتابة، أو علوم متطورة، من المحتمل أن الكثافة السكانية كانت أعلى بكثير مما عليه في الأجزاء الشمالية من القارة قبل الاتصال الأوروبي. إذ قُدر أن ثلث الأمريكيين الأصليين في الولايات المتحدة عاشوا فيما يعرف الآن بكاليفورنيا في عام 1492.
تقدم جزر القناة في كاليفورنيا أول دليل على إبحار البشر إلى الأمريكتَين. من المعروف الآن أنها اُستوطنَت من قبل أسلاف الهنود منذ 13000 عام على الأقل. اُكتشفَت بقايا إنسان آرلينغتون سبرينغ في عام 1960 في موقع آرلينغتون سبرينغ على جزيرة سانتا روزا في كاليفورنيا، وتعود هذه البقايا إلى 13000 سنة.
عاشت مجموعات بشرية على جزيرة سيدروس الواقعة قبالة ساحل باجا كاليفورنيا في المكسيك منذ حوالي 11000 عام. عُثَر في المنطقة على أقدم خطافات صيد في الأمريكتين، ويعود تاريخها إلى ذلك الوقت. كان هؤلاء الصيادون القدامى يصطادون أنواعًا من أسماك المياه العميقة، ما يعني أنهم كانوا يستخدمون القوارب.
حافظت شعوب الجزر آنفة الذكر على روابط تجارية مع البر الرئيسي لآلاف السنين.
عُثِر على أقدم بقايا بشرية مؤرخة بشكل آمن في منطقة لوس أنجلوس. اُنتشِلت بقايا جزئية لهيكل عظمي يُشار إليه باسم إنسان لوس أنجلوس من القناة القديمة لنهر لوس أنجلوس في منطقة بالدوين هيلز. يبدو أن إنسان لوس أنجلوس ينتمي لنفس حقبة بقايا الماموث الإمبراطوري المحفوظة جزئيًا. عُثِر على البقايا على بعد حوالي 370 متر، وكشفت عن محتوى فلور متشابه، وصُنفَت ضمن نفس الوحدة الجيولوجية.
بعد سنوات فقط تم تأريخ بقايا إنسان لوس أنجلوس، ولكن بحلول ذلك الوقت لم تكن بقايا الماموث متاحة للدراسة المقارنة، وبقيت جمجمة إنسان لوس أنجلوس فقط متاحة للتأريخ. أشارت نتائج الدراسة في مختبر جامعة كاليفورنيا في لوس أنجلوس أن عمر العينة يزيد عن 23600 عام. لسوء الحظ كانت العينة (التي حُضرَت من كولاجين عظم الجمجمة) صغيرة جدًا ولم تنتج تاريخًا موثوقًا.

## مستوطنات بشرية أكبر
ظهرت بعض المستوطنات البشرية الكبيرة في النصف الغربي من أمريكا الوسطى (أي الأجزاء الغربية من المكسيك، وشمال أمريكا الوسطى) في نحو عام 2000 قبل الميلاد. شهدت المنطقة تتالي عدد من الثقافات، بدءًا من ثقافة الكاباتشا المبكرة جدًا، التي ظهرت على ساحل المحيط الهادئ للمكسيك في عام 1450 قبل الميلاد وانتشرت نحو الداخل. تطورت الثقافات التالية إلى حضارات ذات أهمية كبرى في أمريكا الوسطى، تميزت بمناطق حضرية واسعة، وطورت أنظمة كتابة، واهتمت بعلم الفلك والفنون الجميلة:
- أولمك (بدءًا من عام 1150 قبل الميلاد)
- المكستك (بدءًا من عام 1000 قبل الميلاد تقريبًا)
- المايا (استقروا في قرى على طول ساحل المحيط الهادئ في عام 1800 قبل الميلاد، ويعود تاريخ الهندسة المعمارية إلى 1000 قبل الميلاد)
- الآزتك (في القرن الرابع عشر الميلادي)

كانت بنما في أقصى الجنوب موطنًا لتطور أولى الحضارات التي صنعت الفخار في التاريخ، كالموناغريلو مثلًا التي يرجع تاريخها إلى حوالي 2500-1700 قبل الميلاد. تطورت هذه الحضارة، واشتهرت بمواقع الدفن الرائعة (التي يرجع تاريخها إلى 500-900 ميلادي)، والفخار متعدد الألوان من طراز كوكليه.
نشأت كل من هذه الثقافات وازدهرت ثم غزتها ثقافة أكثر تطوراً من الناحية العسكرية. امتد تأثير هذه الثقافات إلى ساحل المحيط الهادئ، على الرغم من أنها لا تمتلك مستوطنات كبيرة على طول ساحله.
شكلت الاتصالات الإقليمية في أمريكا الوسطى القديمة - وخاصة على طول الساحل الغربي - موضوع بحث كبير. هناك أدلة على أن طرق التجارة تبدأ من الشمال حتى هضبة المكسيك المركزية، وتمتد نزولًا إلى ساحل المحيط الهادئ. استمرت طرق التجارة والاتصالات الثقافية هذه حتى أمريكا الوسطى. عملت هذه الشبكات على طول الساحل الغربي مع فترات انقطاع مختلفة من عصور ما قبل الأولمك وحتى العصر الكلاسيكي المتأخر (600-900 م).